# Oscar Parland
Oscar Percival Parland, född 20 april 1912 i Kiev i Kejsardömet Ryssland, död 27 september 1997 i Helsingfors i Finland, var en finlandssvensk författare, översättare och psykiater.  

## Biografi
Familjen bodde i Ryssland fram till slutet av 1919 då de flyttade undan revolutionen till Finland, först till Kilo i Esbo och efter ett par år till Grankulla. Ryska och tyska var familjens hemspråk när barnen var små och det var först som tioåring som Parland fick lära sig det språk som skulle bli hans författarspråk, nämligen svenska. Parland gick ett par år i finsk folkskola, 1919–1921, och året därpå började han i Grankulla svenska samskola. Även bröderna Henry Parland och Ralf Parland blev författare som skrev på svenska. Till brödraskaran hörde även Herman Parland.  
Parland avlade studentexamen 1930 och med. lic-examen 1944. Han specialiserade sig på nerv- och mentalsjukdomar och arbetade på 1940-talet på Pitkäniemi och Lappvikens sjukhus. År 1947 blev han anställd på Nickby i Sibbo., där han kom att verka i nästan trettio år, först som läkare och 1960–1975 som överläkare. I sitt yrkesliv som psykiater använde han sig av konstterapi som metod.  
Parland arbetade även som psykiater på Befolkningförbundets äktenskapsrådgivning 1950–1961 och hade dessutom privatpraktik.  
Parlands litterära produktion startade 1945 med essäromanen Förvandlingar. Barndomstrilogin, som består av de fristående delarna Den förtrollade vägen (1953), Tjurens år (1962) och den postumt utgivna sista delen Spegelgossen (2001), beskriver en uppväxt på Karelska näset, ett familjeliv präglat av en kosmopolitisk anda och med släktingar i flera generationer samlade på samma ort. De två första delarna av trilogin filmatiserades i Åke Lindmans regi 1986 respektive 1988.
Förvandlingar fick en postum fortsättning i Flanellkostym och farsans käpp. I dessa två romaner är det familjen med dess inbördes människorelationer som står i fokus. 
I essäsamlingen Kunskap och inlevelse 1991 hävdar Parland att psykiatern och författaren drivs av samma intresse för människans psyke.
Parland redigerade också brodern Henry Parlands skrifter: Hamlet sade det vackrare: samlade dikter (Folket i bild, 1964); Den stora dagenefter (Wahlström & Widstrand, 1966) och Säginteannat (Wahlström & Widstrand, 1970).
Parland gifte sig 1941 med översättaren och litteraturkritikern Heidi Parland, född Runeberg, som tidigare varit gift med Rabbe Enckell.
Parland översatte även Jurij Oljesjas Avund tillsammans med sin fru Heidi Parland. 
Han är begravd på Sandudds begravningsplats i Helsingfors. Hans arkiv finns hos Svenska litteratursällskapet i Finland.

## Priser och utmärkelser
- Svenska Dagbladets litteraturpris 1953